# カール・メディツ
カール・メディツ（Karl Mediz、 1868年6月4日 - 1945年1月11日）はオーストリアの画家である。風景画や人物画を描いた。象徴主義のスタイルの画家の一人である。

## 略歴
ウィーンの商人の家に生まれた。ズノイモの叔母の家で育ち、レッツ(Retz)の叔父の商店で見習いをした。画家のフリードリヒ・フォン・アマーリングに絵の才能を認められて、ウィーン美術アカデミーに入学し、クリスティアン・グリーペンケールやフリッツ・ラレマントに学び、その後、ミュンヘンに移り、 ヴァグナー(Paul Hermann Wagner: 1852–1937)や ゴルツ(Alexander Demetrius Goltz: 1857-1944)学び、パリの私立の美術学校、アカデミー・ジュリアンでも学んだ。
多くの芸術家の集まったバイエルンのダッハウの芸術家村で活動し、1888年に、画家のエミリー・ペリカンと知り合い、後に再会し、1891年に結婚した。画家としての成功はなかなか得られず、貧しい生活を送った。1892年に友人から資金支援を受けて、現ハンガリーのトルチヴァやイタリアなどで写生の旅をした。1894年からドレスデンを訪れ、最終的に夫妻でドレスデンに住んだ。
1900年頃から絵が売れるようになった。風景画や人物画を描き、その作品にはフェルディナント・ホドラーやジョヴァンニ・セガンティーニといった世紀末芸術の画家の影響が見られるとされる。
1902年から1912年の間は、ウィーンの比較的保守的な美術家集団、「ハーゲンブント」(Hagenbund)のメンバーだった。ウイーンやドレスデン、ベルリンの展覧会に出展した。1903年にウィーンで夫妻の個人展覧会を開いた。1908年に妻が、亡くなった後は、表立った活動を止めた。
ドレスデンで亡くなった。

## 作品

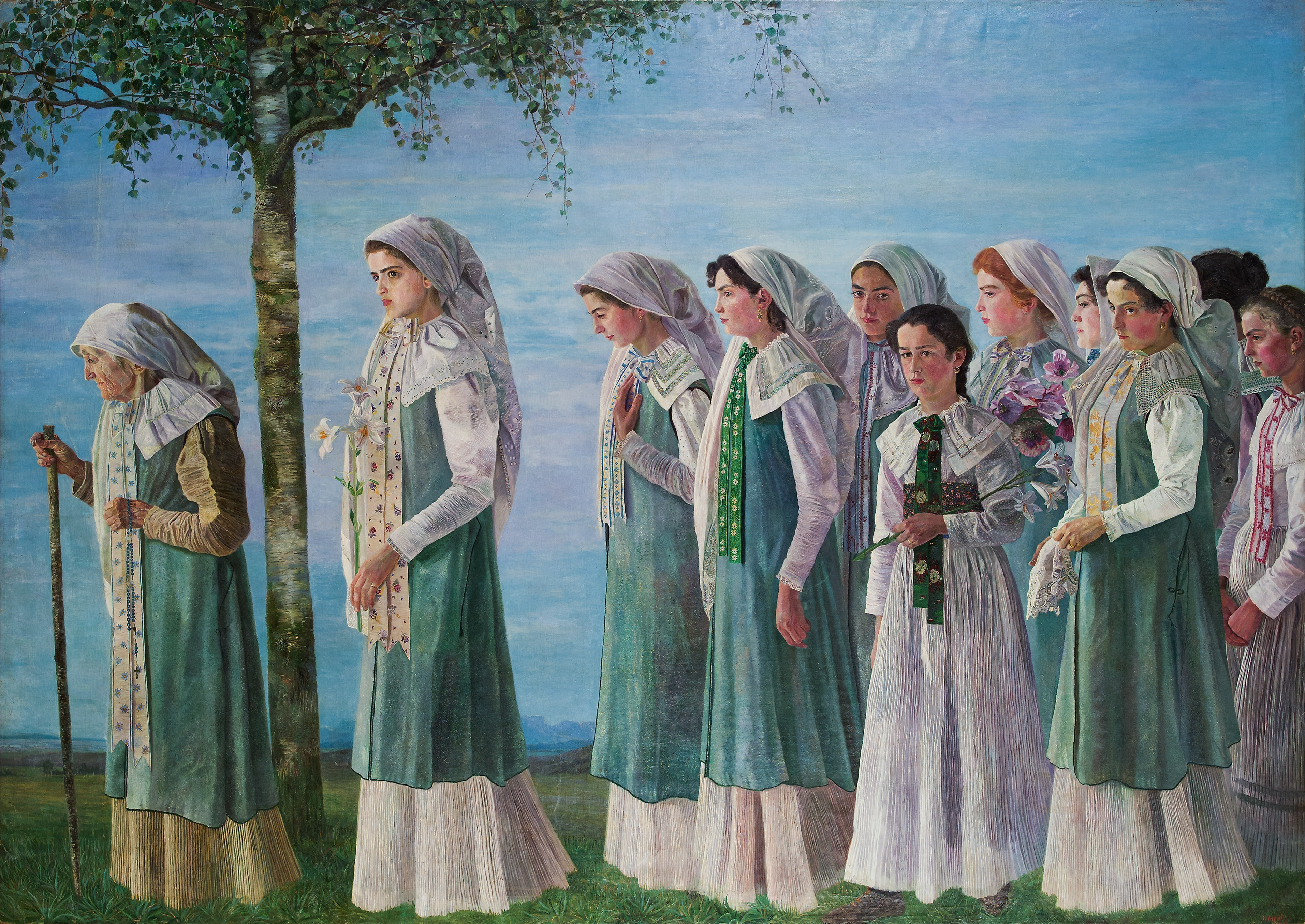
カルニオラの女性の行列 (1897)
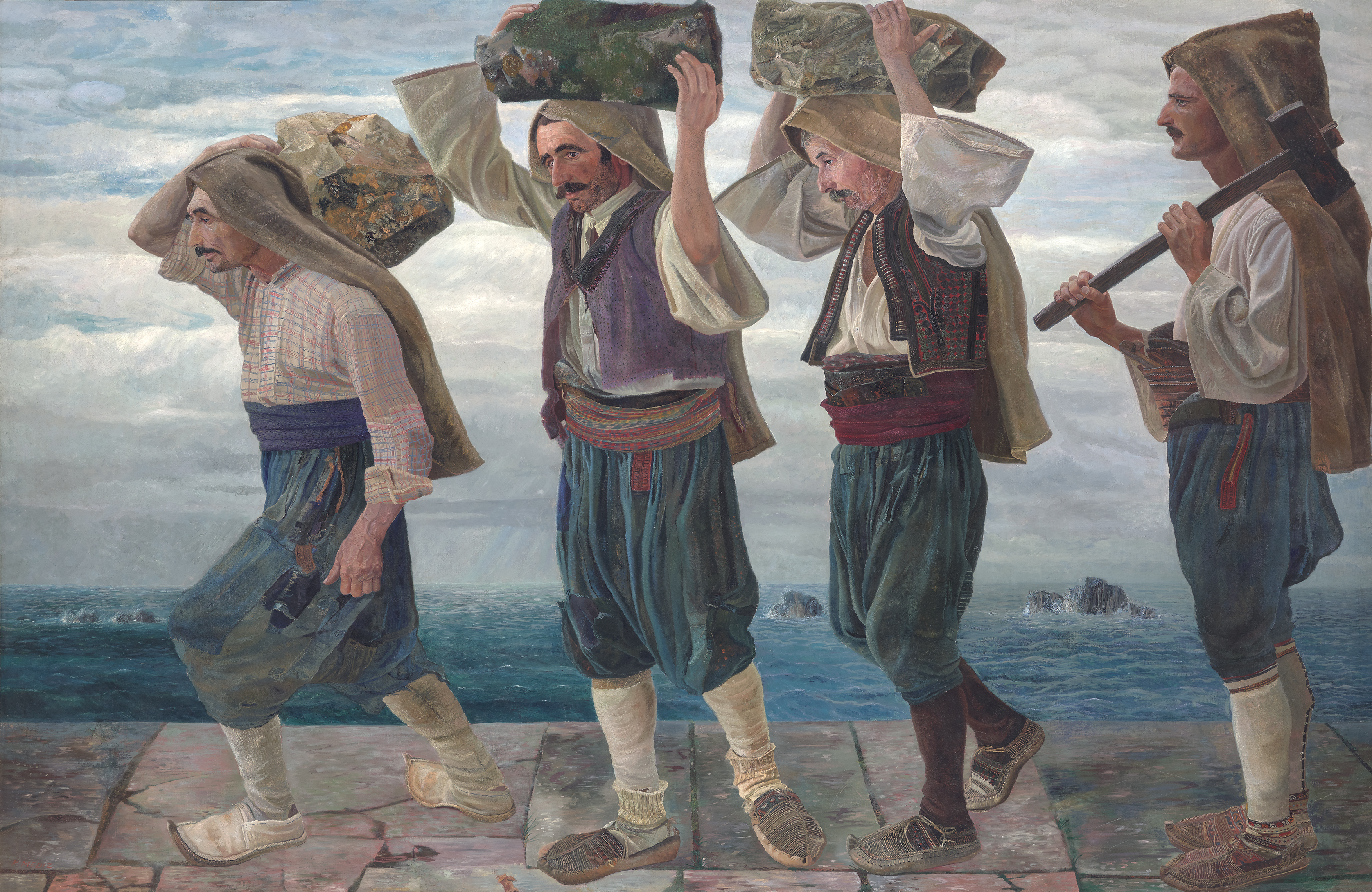
ラグーザの石運び (1898)
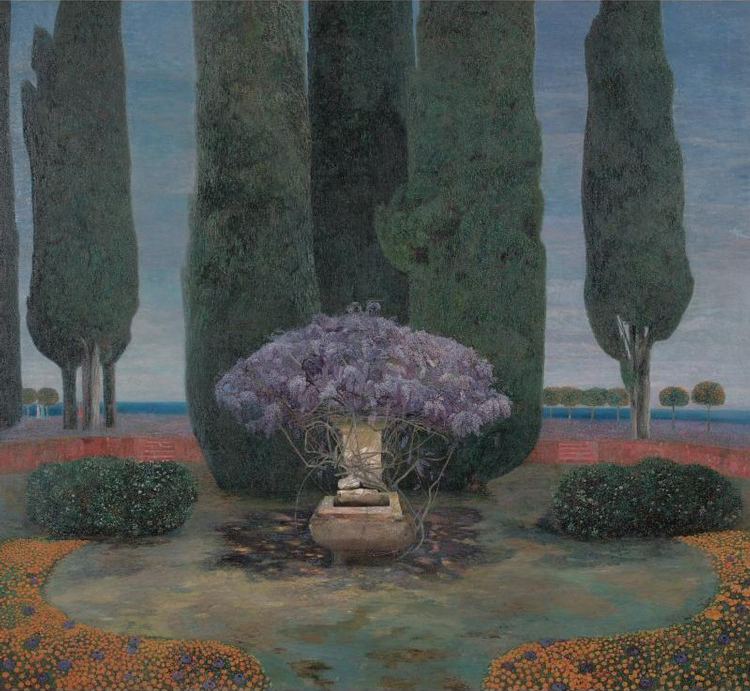
森の中の泉 (1900)
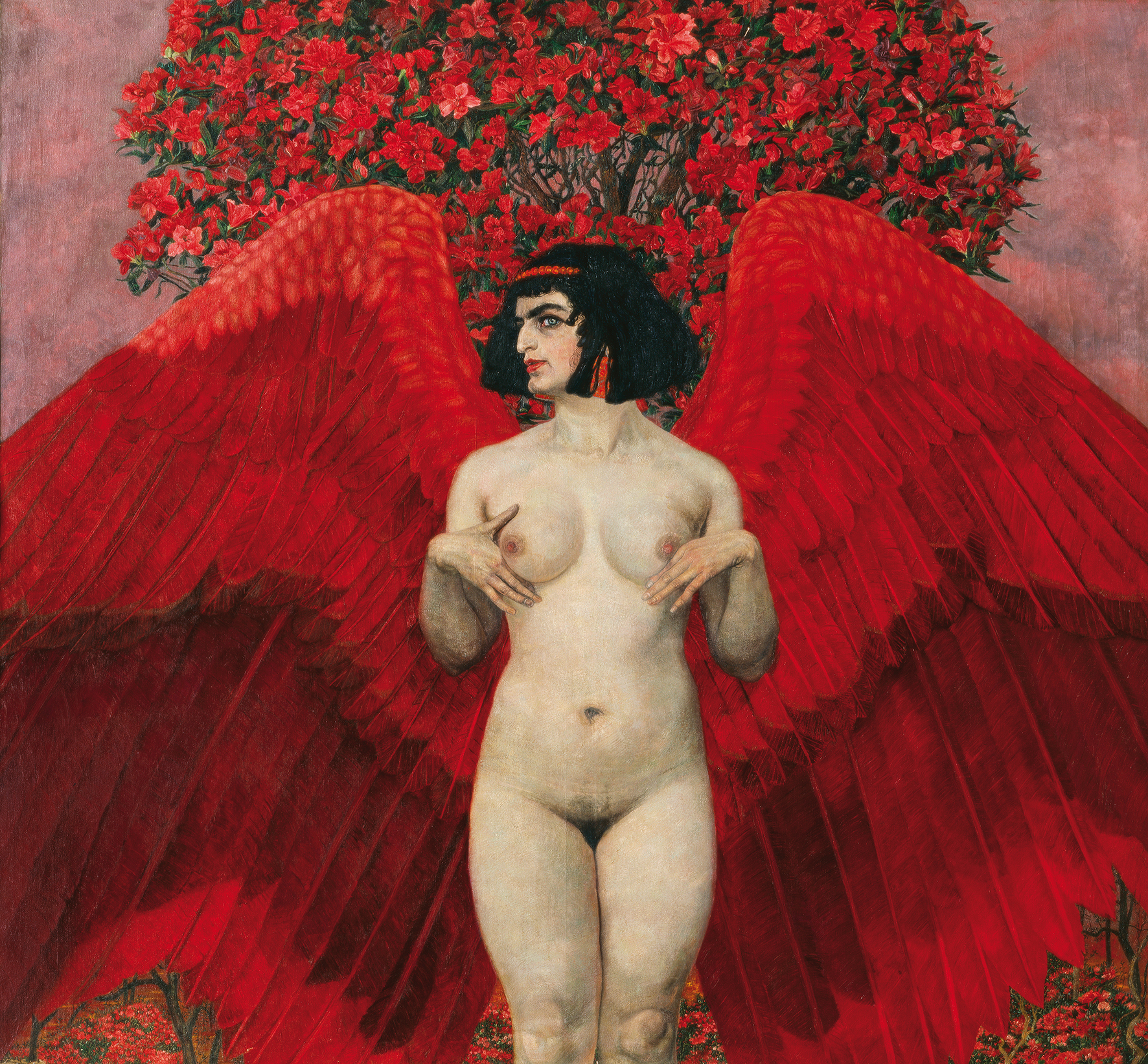
赤いエンジェル (1902)
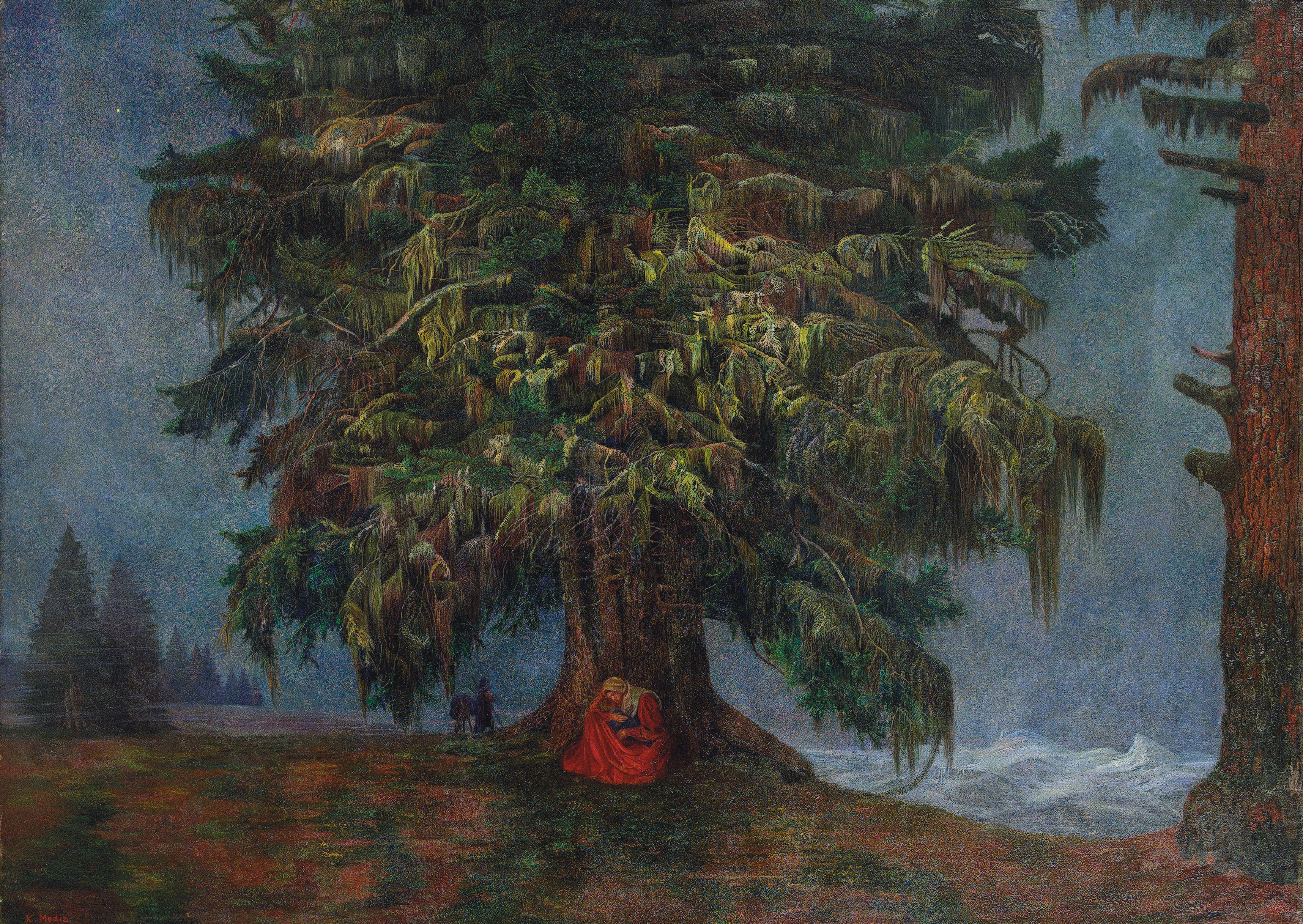
エジプトから脱出での休息(1903)
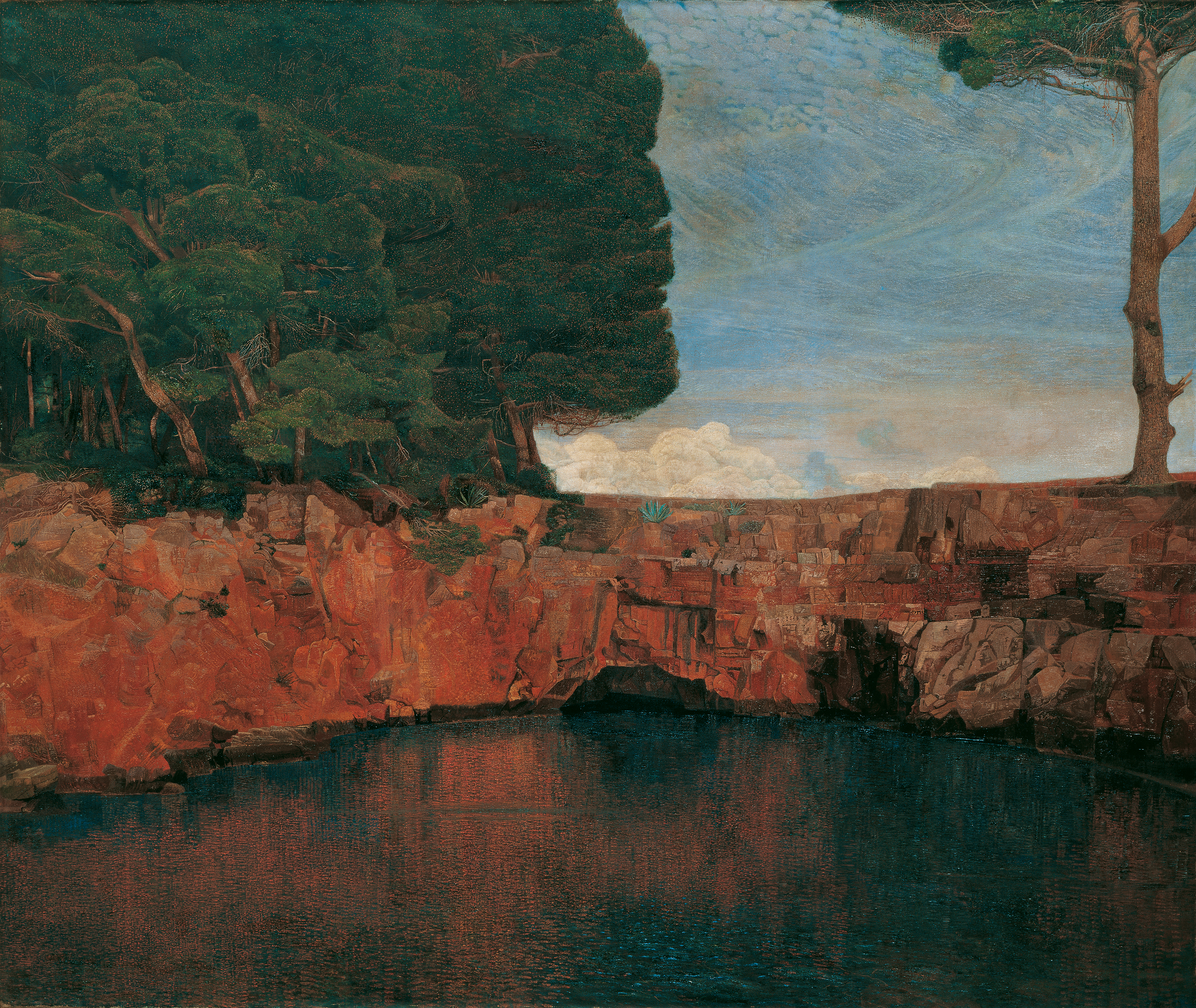
孤独 (1902/1903)